# Крива Руда (Семенівська селищна громада)
Крива́ Руда́ (до 1917 — Казенна Крива Руда, Чернече) — село в Україні, у Семенівській селищній громаді Кременчуцького району Полтавської області. Населення становить 1345 осіб. Колишній центр Криворудської сільської ради.

## Географія
Село Крива Руда знаходиться на березі річки Крива Руда, вище за течією на відстані 3 км розташоване село Гриньки, нижче за течією примикає село Степанівка, на протилежному березі — село Бурімка. Річка в цьому місці пересихає, на ній зроблено кілька загат. До села примикає великий садовий масив.

## Історія села
Село Крива Руда є старовинним козацьким селом, що було засновано козаками-вихідцями з нині затопленого сотенного містечка Чигирин-Діброви. За адміністративним поділом Гетьманщини село Крива Руда входило до Чигирин-Дібровської сотні Лубенського полку. Після ліквідації адміністративно-територіального устрою Гетьманщини Указом імператриці Катерини II від 1781 року село увійшло до Київського намісництва. У селі діяла дерев'яна церква Святого Миколая.
На початку 1740-х років на землі поблизу села Крива Руда став претендувати представник генеральної старшини Дем'ян Васильович Оболонський. У 1744 році Оболонський досягає свого: указом імператриці Єлизавети йому були надані Горошине на річці Сулі та Вишняки на річці Хоролі.
У 1746 році Дем'ян Оболонський виграє суд проти Якова Марковича (Маркевича) за яким Яків Маркович втрачає право на володіння селом Самосідовкою і Криворудським хутором. І хоча Маркович борючись за свої маєтності подає апеляцію, Оболонський відбирає Самосідівку і створює на її місці нове село Оболонь. Слід зазначити, що у середині 18 сторіччя річка Крива Руда була доволі великою водною артерією, що живила Дніпро. У зв'язку з цим розширення Криворудського хутора почалося з заселення більш високого південного берега річки Крива Руда, де знаходилися кращі ґрунти.
У 1787 р. в селі проживало 400 осіб (чоловіків), у кінці 18 ст. — 555 осіб чол. статі, що сплачували податки.
1863 року в селі було 436 дворів, 3007 мешканців, проводилося два ярмарки на рік.
Станом на кінець 18 століття згідно з метричними книгами, а також сповідними розписами переважна більшість криворудських жителів була переведення зі стану козацтва до стану казених (державних) селян, причиною тому, очевидно, стали численні й довготривалі військові конфлікти Російської імперії далеко від України, у яких російське керівництво використовувало добре підготовлених козаків у своїх завойовницьких цілях.
У 1875 році засноване двокласне училище, у якому через 10 років навчалось 87 учнів. Попечителем його був місцевий землевласник М. Мількевич. Того ж року в селі нараховувалось 4322 мешканців, 713 господарств. У 1900 році — 5570 жителів, 896 дворів. На час перепису населення 1910 року — 786 господарств, 4737 жителів, з них 833 письменних. 1905 року в Кривій Руді відбулися селянські заворушення.
З 1917 — у складі УНР. За часів комуністичного режиму село пережило декілька хвиль штучно створеного голоду 1920—1923 та 1932—1933. Невдоволені грабунком своєї власності з боку «нової» комуністично-більшовицької влади, селяни чинили спротив колективізації, за що комуністи піддали репресіям велику кількість місцевих жителів. З тими хто чинив супротив, новостворена більшовицька влада нещадно розправилася за допомогою рішень позасудових органів, так званих двійок або трійок при НКВС, які виносили рішення щодо розстрілу та ув'язнення. Окрім цього, до селян, яких було розкуркулено застосовувалися вислання в адміністративному порядку до північних областей РСФСР. Разом з власниками селянських господарств висилалися люди похилого віку, жінки та малі діти.
Неповний перелік осіб, що були репресовані радянською владою у селі Крива Руда: Личковаха Митрофан Михайлович (1892 р.н.), Трембач Іван Іванович (1906 р.н), Трембач Трохим Васильович (1918 р.н.), Трембач Григорій Андрійович (1882 р.н.), Трембач Василь Миколайович (1884 р.н.), Трембач Кирило Іванович (1892 р.н.), Трембач Іван Васильович (1906 р.н.), Даценко Гаврило Якович (1899 р.н.), Даценко Георгій Карпович (1903 р.н.), Даценко Григорій Якович (1892 р.н.), Даценко Семен Онуфрійович (1893 р.н.), Даценко Андрій Миколайович (1893 р.н.), Дяченко Юхим (1871 р.н.), Дяченко Остап Юхимович (1893 р.н.), Козачок Лук'ян Васильович (1894 р.н.),Качан Лук'ян Семенович (1880 р.н.), Качан Іван Кузьмич (1908 р.н.), Личман Єлисей Максимович (1900 р.н.), Таран Кузьма Андрійович (1889 р.н.), Таран Юхим Андрійович (1896 р.н.), Таран Яків Андрійович (1901 р.н.), Кабачок Архип Трохимович (1900 р.н.), Бородатий Григорій Минович (1888 р.н.), Овчаренко Іван Іванович (1908 р.н.), Овчаренко Іван Якимович (1877 р.н.), Головань Махтей Павлович (1893 р.н.), Головань Микита Тимофійович (1896 р.н.), Головань Тимофій Іванович (1873 р.н.), Сидоренко Григорій Сергійович (1922 р.н.), Юрченко Василь Іванович (1910 р.н.), Кисіль Степан Васильович (1884 р.н.), Касьянич Дмитро Павлович (1896 р.н.), Удод Трифін Олександрович (1874 р.н.), Удод Степан Йосипович (1908 р.н.), Удод Микола Трохимович (1913 р.н.), Котій Михайло Іванович (1896 р.н.), Сіренко Федір Мусійович (1893 р.н.), Сіренко Петро Іванович (1875 р.н.), Кравченко Іван Федорович (1895 р.н.), Куценко Георгій (Григорій) Іванович (1899 р.н.).
Після Другої світової війни село спеціалізується на виробництві плодово-ягідної продукції.
12 червня 2020 року, відповідно до розпорядження Кабінету Міністрів України № 721-р «Про визначення адміністративних центрів та затвердження територій територіальних громад Полтавської області», село увійшло до складу Семенівської селищної міської громади.
19 липня 2020 року, в результаті адміністративно — територіальної реформи та ліквідації Семенівського району, село увійшло до складу новоутвореного Кременчуцького району.

## Репресовані односельці
1. Трембач Олексій Миколайович — 1877 року народження, місце народження: Полтавська обл. с. Крива Руда Семенівського р-ну, національність: українець, освіта — початкова, Заарештований 07.09.1937 р., Засуджений Особливою трійкою при УНКВС Харківської обл. 30.09.1937 р. за ст. 54-10 КК УРСР до 10 років позбавлення волі.
2. Трембач Іван Іванович — 1906 року народження, місце народження: Полтавська обл. с. Крива Руда Семенівського р-ну, національність: українець, освіта — вища, Заарештований 28.07.1944 р., Вироком Військового трибуналу військ НКВС Миколаївської обл. від 14.01.1945 р. засуджений до 10 років ув'язнення у ВТТ з конфіскацією майна.
3. Трембач Трохим Васильович — 1918 року народження, місце народження: Полтавська обл. с. Крива Руда Семенівського р-ну, національність: українець, освіта — неповна середня, Заарештований 16.02.1941 р., Засуджений Військовим трибуналом Північно-Кавказького ВО 22.03.1941 р. за ст. 58-8 КК РРФСР до 8 років позбавлення волі. Верховним Судом СРСР 25.04.1941 р. вирок змінено за ст. 58-10 ч. 1 КК РРФСР до 5 років позбавлення волі.
4. Трембач Григорій Андрійович — 1882 року народження, місце народження: Полтавська обл. с. Крива Руда Семенівського р-ну, національність: українець, освіта — малописьменний, Заарештований 12.11.1937 р., Засуджений Особливою трійкою при УНКВС Полтавської обл. 30.11.1937 р. за ст. ст. 54-10 ч. 1, 54-11 КК УСРР до 10 років позбавлення волі.
5. Трембач Василь Миколайович — 1884 року народження, місце народження: Полтавська обл. с. Крива Руда Семенівського р-ну, національність: українець, освіта — початкова, Заарештований 27.08.1937 р., Засуджений Особливою трійкою при УНКВС Харківської обл. 11.09.1937 р. за ст. 54-10 ч. 1 КК УРСР до розстрілу з конфіскацією особистого майна.
6. Трембач Кирило Іванович — 1892 року народження, місце народження: Полтавська обл. с. Святилівка Глобинського р-ну, національність: українець, освіта — початкова, Полтавська обл. с. Крива Руда Семенівського р-ну, Заарештований 28.01.1930 р. Засуджений Особливою трійкою при Колегії ДПУ УСРР 24.03.1930 р. за ст. ст. 54-2, 54-11 КК УСРР до 10 р. позбавлення волі. Після звільнення проживав у с. Веселий Поділ Семенівського р-ну. Робітник організації., Вдруге заарештований 18.11.1937 р. Засуджений Особливою трійкою при УНКВС Полтавської обл. 02.12.1937 р. за ст. 54-10 ч. 1 КК УРСР до розстрілу., Вирок виконано 11.12.1937 р.
7. Трембач Іван Васильович — 1906 року народження, місце народження: Полтавська обл. с. Крива Руда Семенівського р-ну, національність: українець, освіта — початкова, Заарештований 07.09.1937 р., Засуджений Особливою трійкою при УНКВС Полтавської обл. 04.11.1937 р. за ст. 54-10 ч. 1 КК УРСР до розстрілу з конфіскацією особистого майна., Вирок виконано 19.11.1937 р.
8. Даценко Гаврило Якович — 1899 року народження, місце народження: Полтавська обл. с. Крива Руда Семенівського р-ну, національність: українець, освіта — початкова, Заарештований 25 листопада 1937 р., Засуджений Особливою трійкою при УНКВС Полтавської обл. 30 листопада 1937 р. за ст. 54-10 ч. 1 КК УРСР до 10 років позбавлення волі.
9. Даценко Георгій Карпович — 1903 року народження, місце народження: Полтавська обл. с. Крива Руда Семенівського р-ну, національність: українець, освіта — початкова, Заарештований 24 листопада 1937 р., Засуджений Особливою трійкою при УНКВС Полтавської обл. 30 листопада 1937 р. за ст. 54-10 ч. 1 КК УРСР до 8 років позбавлення волі.
10. Даценко Григорій Якович — 1892 року народження, місце народження: Полтавська обл. с. Крива Руда Семенівського р-ну, національність: українець, освіта — початкова, Заарештований 19 жовтня 1930 р., Засуджений Судовою трійкою при Колегії ДПУ УСРР 29 грудня 1930 р. за ст. ст. 54-10, 54-13 КК УСРР до 5 років заслання.
11. Дяченко Юхим — 1870 року народження, місце народження: Полтавська обл. с. Крива Руда Семенівського р-ну, національність: українець, розкуркулений, висланий в адміністративному порядку до північних областей РСФСР, помер у засланні.
12. Дяченко Остап Юхимович — 1895 року народження, місце народження: Полтавська обл. с. Крива Руда Семенівського р-ну, національність: українець, розкуркулений, висланий в адміністративному порядку до північних областей РСФСР, у 1934 засуджений за крадіжку зерна в колгоспі на 3 роки позбавлення волі з ураження виборчих прав на 3 роки, вдруге Заарештований 7 вересня 1937 р., Засуджений Особливою трійкою при УНКВС Харківської обл. 29 вересня 1937 р. за ст. 54-10 ч. 1 КК УРСР до 10 років позбавлення волі., помер у в'язниці.
13. Качан Лук'ян Семенович — 1880 року народження, місце народження: Полтавська обл. с. Крива Руда Семенівського р-ну, національність: українець, Заарештований 8 лютого 1930 р., Засуджений Судовою трійкою при Колегії ДПУ УСРР 13 березня 1930 р. за ст.ст. 54-10, 54-13 КК УСРР до розстрілу., Вирок виконано 18 березня 1930 р.
14. Качан Іван Кузьмич — 1908 року народження, місце народження: Полтавська обл. с. Чернега Семенівського р-ну, національність: українець, Заарештований 24 вересня 1944 р., Військовим трибуналом Південнодонецької залізниці засуджений на 10 років ВТТ з позбавленням прав на 5 років та конфіскацією майна
15. Личман Єлисей Максимович — 1900 року народження, місце народження: Полтавська обл. с. Крива Руда Семенівського р-ну, національність: українець, Заарештований 25 листопада 1937 р., Засуджений Особливою трійкою при УНКВС Полтавської обл. 7 квітня 1938 р. за ст. ст. 54-10 ч. 1, 54-11 КК УРСР до розстрілу з конфіскацією майна., Вирок виконано 27 квітня 1938 р.
16. Таран Кузьма Андрійович [Архівовано 19 серпня 2017 у Wayback Machine.] — 1889 року народження, місце народження: Полтавська обл. с. Крива Руда Семенівського р-ну, національність: українець, Заарештований 27.11.1937 р., Засуджений Особливою трійкою при УНКВС Полтавської обл. 05.12.1937 р. за ст. 54-10 ч. 1 КК УРСР до 10 років позбавлення волі.
17. Таран Юхим Андрійович [Архівовано 19 серпня 2017 у Wayback Machine.] — 1896 року народження, місце народження: Полтавська обл. с. Крива Руда Семенівського р-ну, національність: українець, Заарештований 24.11.1937 р., Засуджений Особливою трійкою при УНКВС Полтавської обл. 30.11.1937 р. за ст. 54-10 ч. 1 КК УРСР до 10 років позбавлення волі.
18. Таран Яків Андрійович [Архівовано 19 серпня 2017 у Wayback Machine.] — 1901 року народження, місце народження: Полтавська обл. с. Крива Руда Семенівського р-ну, національність: українець, Заарештований 05.02.1938 р., Засуджений Особливою трійкою УНКВС Полтавської обл. 07.04.1938 р. за ст. ст. 54-10 ч. 1, 54-11 КК УРСР до розстрілу з конфіскацією особистого майна., Вирок виконано 27.04.1938 р.
19. Кабачок Архип Трохимович — 1900 року народження, місце народження: Полтавська обл. с. Крива Руда Семенівського р-ну, національність: українець, Заарештований 25 листопада 1937 р., Засуджений Особливою трійкою при УНКВС Полтавської обл. 7 квітня 1938 р. за ст.ст. 54-10 ч. 1, 54-11 КК УРСР до розстрілу з конфіскацією особистого майна., Вирок виконано 27 квітня 1938 р.
20. Бородатий Григорій Минович — 1888 року народження, місце народження: Полтавська обл. с. Крива Руда Семенівського р-ну, національність: українець, Заарештований 25 квітня 1938 р., Засуджений Особливою трійкою при УНКВС Полтавської обл. 29 квітня 1938 р. за ст. ст. 54-10 ч. 1, 54-11 КК УРСР до розстрілу з конфіскацією особистого майна., Вирок виконано 2 червня 1938 р.
21. Овчаренко Сава Якимович — 1878 року народження, місце народження: Полтавська обл. смт Семенівка, національність: українець, Заарештований 04.04.1931 р., Засуджений Особливою нарадою при Колегії ДПУ УСРР 08.05.1931 р. за ст. 54-10 ч. 1 КК УСРР до 3 років заслання у Північний край.
22. Овчаренко Іван Іванович — 1908 року народження, місце народження: Полтавська обл. с. Крива Руда Семенівського р-ну, національність: українець, Заарештований 17.12.1937 р., Засуджений Особливою трійкою при УНКВС Полтавської обл. 27.12.1937 р. за ст. 54-10 ч. 1 КК УРСР до розстрілу з конфіскацією особистого майна., Вирок виконано 08.01.1938 р.
23. Овчаренко Іван Якимович — 1877 року народження, місце народження: Полтавська обл. смт Семенівка, національність: українець, Заарештований 16.04.1937 р., Засуджений Полтавським облсудом 23.05.1939 р. за ст. 54-10 КК УРСР до 7 років позбавлення волі. Виїзною сесією Полтавського обласного суду в м. Лубни 21.12.1939 р. термін покарання зменшено до 3 років позбавлення волі.
24. Головань Махтей Павлович — 1893 року народження, місце народження: Полтавська обл. с. Крива Руда Семенівського р-ну, національність: українець, Заарештований 10 лютого 1938 р., Засуджений Військовим трибуналом N 113 12 червня 1939 р. за ст. ст. 54-6 ч. 1, 54-9, 54-10 ч. 1 КК УРСР до розстрілу., Вирок виконано 7 жовтня 1939 р. у м. Полтава.
25. Головань Микита Тимофійович — 1896 року народження, місце народження: Полтавська обл. с. Крива Руда Семенівського р-ну, національність: українець, Заарештований 18 грудня 1937 р., Засуджений Особливою трійкою при УНКВС Полтавської обл. 7 квітня 1938 р. за ст. ст. 54-10 ч. 1, 54-11 КК УРСР до розстрілу з конфіскацією майна., Вирок виконано 27 квітня 1938 р.
26. Головань Тимофій Іванович — 1873 року народження, місце народження: Полтавська обл. с. Крива Руда Семенівського р-ну, національність: українець, Заарештований 16 грудня 1937 р., Засуджений Особливою трійкою при УНКВС Полтавської обл. 7 квітня 1938 р. за ст. ст. 54-10 ч. 1, 54-11 КК УРСР до розстрілу з конфіскацією майна., Вирок виконано 27 травня 1938 р.
27. Сидоренко Григорій Сергійович — 1922 року народження, місце народження: Полтавська обл. с. Крива Руда Семенівського р-ну, національність: українець, Заарештований 12.11.1943 р., Засуджений Військовим трибуналом військ НКВС Полтавської обл. 11.05.1944 р. за ст. 54-1 КК УРСР до 15 років позбавлення волі з поразкою в правах на 5 років з конфіскацією майна.
28. Юрченко Василь Іванович — 1910 року народження, місце народження: Полтавська обл. с. Крива Руда Семенівського р-ну, національність: українець, Заарештований 5 лютого 1938 р., Засуджений Особливою трійкою при УНКВС Полтавської обл. 7 квітня 1938 р. за ст. ст. 54-10 ч. 1, 54-11 КК УРСР до розстрілу з конфіскацією особистого майна., Вирок виконано 27 квітня 1938 р.
29. Кисіль Степан Васильович [Архівовано 15 квітня 2018 у Wayback Machine.] — 1884 року народження, місце народження: Полтавська обл. с. Крива Руда Семенівського р-ну, національність: українець, Заарештований 18 листопада 1930 р., Засуджений Судовою трійкою при Колегії ДПУ УСРР 29 грудня 1930 р. за ст.ст. 54-10, 54-13 КК УСРР до 5 років заслання у Північний край.
30. Касьянич Дмитро Павлович — 1896 року народження, місце народження: Полтавська обл. с. Крива Руда Семенівського р-ну, національність: українець, Заарештований 25 листопада 1937 р., Засуджений Особливою трійкою при УНКВС Полтавської обл. 7 квітня 1938 р. за ст.ст. 54-10 ч. 1, 54-11 КК УРСР до розстрілу з конфіскацією особистого майна., Вирок виконано 27 квітня 1938 р.
31. Удод Трифін Олександрович — 1874 року народження, місце народження: Полтавська обл. с. Крива Руда Семенівського р-ну, національність: українець, Заарештований 4 лютого 1930 р., Засуджений Особливою нарадою при Колегії ДПУ УСРР 26 лютого 1930 р. за ст. 54-10 КК УСРР до 3 років заслання у Північний край.
32. Удод Степан Йосипович — 1908 року народження, місце народження: Полтавська обл. с. Крива Руда Семенівського р-ну, національність: українець, Заарештований 5 лютого 1938 р., Засуджений Особливою трійкою при УНКВС Полтавської обл. 7 квітня 1938 р. за ст. ст. 54-10 ч. 1, 54-11 КК УРСР до розстрілу з конфіскацією майна., Вирок виконано 27 квітня 1938 р.
33. Удод Микола Трохимович — 1913 року народження, місце народження: Полтавська обл. с. Крива Руда Семенівського р-ну, національність: українець, Заарештований 21 лютого 1938 р., Засуджений Особливою трійкою при УНКВС Полтавської обл. 7 квітня 1938 р. за ст. ст. 54-10 ч. 1, 54-11 КК УРСР до розстрілу з конфіскацією майна, Вирок виконано 27 травня 1938 р. у м. Полтава.
34. Удод Демид Романович — 1878 року народження, місце народження: Полтавська обл. м. Глобине, національність: українець, Заарештований 22 січня 1930 р., Засуджений Особливою трійкою при Колегії ДПУ УСРР 24 березня 1930 р. за ст. ст. 54-2, 54-11 КК УСРР до розстрілу, Відомості про виконання вироку відсутні.
35. Котій Михайло Іванович — 1896 року народження, місце народження: Полтавська обл. с. Крива Руда Семенівського р-ну, національність: українець, Заарештований 2 лютого 1930 р., Засуджений Особливою нарадою при Колегії ДПУ УСРР 10 березня 1930 р. за ст. 54-10 КК УСРР до 3 років заслання у Північний край.
36. Сіренко Федір Мусійович — 1893 року народження, місце народження: Полтавська обл. с. Крива Руда Семенівського р-ну, національність: українець, Заарештований 19.10.1930 р., Засуджений Особливою нарадою при Колегії ДПУ УСРР 29.12.1930 р. за ст. 54-10 КК УСРР до 5 років позбавлення волі.
37. Сіренко Петро Іванович — 1875 року народження, місце народження: Полтавська обл. с. Крива Руда Семенівського р-ну, національність: українець, Заарештований 02.08.1937 р., Засуджений Особливою трійкою при УНКВС Харківської обл. 19.08.1937 р. за ст. 54-10 ч. 1 КК УРСР до розстрілу з конфіскацією майна., Вирок виконано 28.08.1937 р. у м. Кременчук Полтавської обл.
38. Кравченко Іван Федорович — 1895 року народження, місце народження: Полтавська обл. с. Крива Руда Семенівського р-ну, національність: українець, Заарештований 25 листопада 1937 р., Засуджений Особливою трійкою при УНКВС Полтавської обл. 30 листопада 1937 р. за ст. 54-10 ч. 1 КК УРСР до 10 років позбавлення волі.
39. Куценко Георгій (Григорій) Іванович — 1899 року народження, місце народження: Полтавська обл. с. Крива Руда Семенівського р-ну, національність: українець, Заарештований 30 квітня 1938 р., Засуджений Особливою трійкою при УНКВС Полтавської обл. 7 травня 1938 р. за ст.ст. 54-10 ч. 1, 54-11 КК УРСР до розстрілу., Вирок виконано 4 червня 1938 р.
40. Лисенко-Стулій Михайло Юхимович — 1900 року народження, місце народження: Полтавська обл. с. Крива Руда Семенівського р-ну, національність: українець, Заарештований 20 лютого 1930 р., Засуджений Судовою трійкою при Колегії ДПУ УСРР 13 квітня 1930 р. за ст. ст. 54-8, 54-10 КК УСРР до розстрілу., Вирок виконано 26 квітня 1930 р. у м. Кременчук Полтавської обл.
41. Обревко Данило Панасович — 1890 року народження, місце народження: Полтавська обл. с. Крива Руда Семенівського р-ну, національність: українець, останнє місце роботи — Бухгалтер районної лікарні, Заарештований 07.10.1937 р., Засуджений Особливою трійкою при УНКВС Полтавської обл. 13.11.1937 р. за ст. 54-10 ч. 1 КК УРСР до розстрілу з конфіскацією особистого майна.
42. Підгорний Петро Кузьмич — 1909 року народження, місце народження: Полтавська обл. с. Крива Руда Семенівського р-ну, національність: українець, останнє місце роботи: тесля колгоспу, Заарештований 09.09.1937 р., Засуджений Особливою трійкою при УНКВС 02.12.1937 р. за ст. 54-10 ч. 1 КК УРСР до розстрілу., Вирок виконано 11.12.1937 р.
43. Підгорний Григорій Павлович — 1884 року народження, місце народження: Полтавська обл. с. Крива Руда Семенівського р-ну, національність: українець, останнє місце роботи: селянин-одноосібник., Заарештований 02.02.1930 р., Засуджений Особливою нарадою при Колегії ДПУ УСРР 06.03.1930 р. за ст. 54-10 КК УСРР до 3 років заслання у Північний край.
44. Підгорний Василь Гнатович — 1911 року народження, місце народження: Полтавська обл. с. Крива Руда Семенівського р-ну, національність: українець, останнє місце роботи: Без певного місця роботи, Заарештований 07.09.1937 р., Засуджений Особливою трійкою при УНКВС Харківської обл. 29.09.1937 р. за ст. 54-10 ч. 1 КК УРСР до 10 років позбавлення волі.
45. Підгорний Андрій Гнатович — 1907 року народження, місце народження: Полтавська обл. с. Крива Руда Семенівського р-ну, національність: українець, останнє місце роботи: конюх, Заарештований 07.09.1937 р., Засуджений Особливою трійкою при УНКВС Харківської обл. 29.09.1937 р. за ст. 54-10 ч. 1 КК УРСР до 10 років позбавлення волі.
46. Підгорний Петро Семенович — 1898 року народження, місце народження: Полтавська обл. с. Крива Руда Семенівського р-ну, національність: українець, останнє місце роботи: Колгоспник, Заарештований 07.09.1937 р., Засуджений Полтавським облсудом 21.12.1937 р. за ст. 54-10 ч. 1 КК УРСР до 6 років позбавлення волі з поразкою в правах на 3 роки.
47. Голик Микита Михайлович — 1872 року народження, місце народження: Полтавська обл. с. Крива Руда Семенівського р-ну, національність: українець, останнє місце роботи: селянин-одноосібник, Заарештований 1 лютого 1930 р., Засуджений Особливою нарадою при Колегії ДПУ УСРР 4 березня 1930 р. за ст. 54-10 ч. 1 КК УСРР до 3 років позбавлення волі.
48. Доценко Карпо Васильович — 1872 року народження, місце народження: Полтавська обл. с. Крива Руда Семенівського р-ну, національність: українець, останнє місце роботи: Працював кравцем, займався малярними роботами, Заарештований 4 серпня 1937 р., Засуджений Особливою трійкою при УНКВС Харківської обл. 10 вересня 1937 р. за ст. 54-10 ч. 1 КК УРСР до розстрілу з конфіскацією майна., Вирок виконано 27 вересня 1937 р.
49. Доценко Михайло Карпович — 1906 року народження, місце народження: Полтавська обл. с. Крива Руда Семенівського р-ну, національність: українець, останнє місце роботи: Колгоспник, Заарештований 5 лютого 1938 р., Засуджений Особливою трійкою при УНКВС Полтавської обл. 7 квітня 1938 р. за ст. ст. 54-10 ч. 1, 54-11 КК УРСР до розстрілу з конфіскацією майна., Вирок виконано 27 квітня 1938 р.
50. Козачок Лук'ян Васильович — 1894 року народження, місце народження: Полтавська обл. с. Крива Руда Семенівського р-ну, національність: українець, останнє місце роботи: селянин-одноосібник. Засуджений Особливою нарадою при Колегії ДПУ УСРР 1.12.1936 р. за ст. 54-10 КК УСРР до 5 років позбавлення волі з конфіскацією майна. Вирок виконано 27 січня 1937 р.

## Сучасний стан
Є середня школа, дільнична лікарня, дитячий садок, Будинок культури (на 450 місць), кіноустановка, бібліотека (15 518 одиниць зберігання).

## Політика

### Парламентські вибори, 2019
На позачергових парламентських виборах 2019 року у селі функціонувала окрема виборча дільниця № 530833, розташована у приміщенні будинку культури.
Результати
- зареєстровано 685 виборців, явка 58,83 %, найбільше голосів віддано за «Слугу народу» — 49,88 %, за Радикальну партію Олега Ляшка — 14,71 %, за Всеукраїнське об'єднання «Батьківщина» — 11,72 %.[3] В одномандатному окрузі найбільше голосів отримав Костянтин Іщейкін (самовисування) — 26,32 %, за Анастасію Ляшенко (Слуга народу) — 25,06 %, за Олексія Баганця (Всеукраїнське об'єднання «Батьківщина») — 15,79 %[4].

## Визначні пам'ятки
У центрі села розташований «Криворудський дендропарк» — парк-пам'ятка садово-паркового мистецтва загальнодержавного значення.
Встановлено монумент односельцям, які загинули (368 чол.) під час Радянсько-німецької війни (1970).
- Пам'ятник Леніну[d];

## Відомі люди
- Гудилів Іларіон Петрович (1894 - ?) - поручник 3-го Кінного полку 3-ї Залізної стрілецької дивізії армії УНР. У 1928 році закінчив Українську господарську академію в Подєбрадиах з титулом інженера.
- Крупко Семен Никифорович (1891—1937) — український радянський діяч, голова Лубенського і Криворізького окружних виконавчих комітетів, голова Верховного Суду Української СРР. Член ВУЦВК.
- Трембач Костянтин Григорович[ru] (1920—1946) — Герой Радянського Союзу[5].
- Бражник Валентина Сергіївна[ru] (1950) — українська радянська та російська театральна актриса, народна артистка Росії (2003), актриса Липецького муніципального театру.

## Галерея

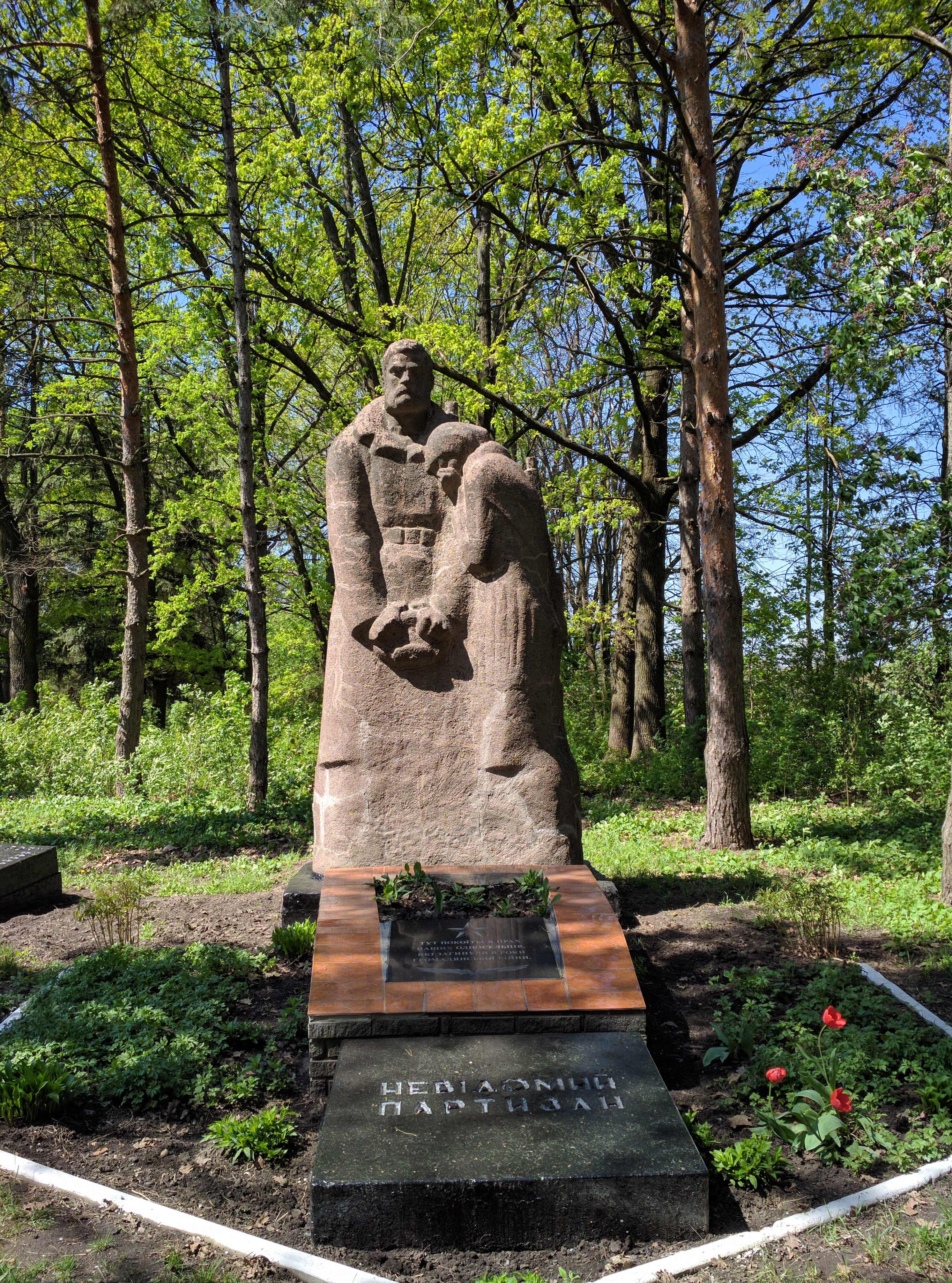
Пам’ятний знак невідомому партизану
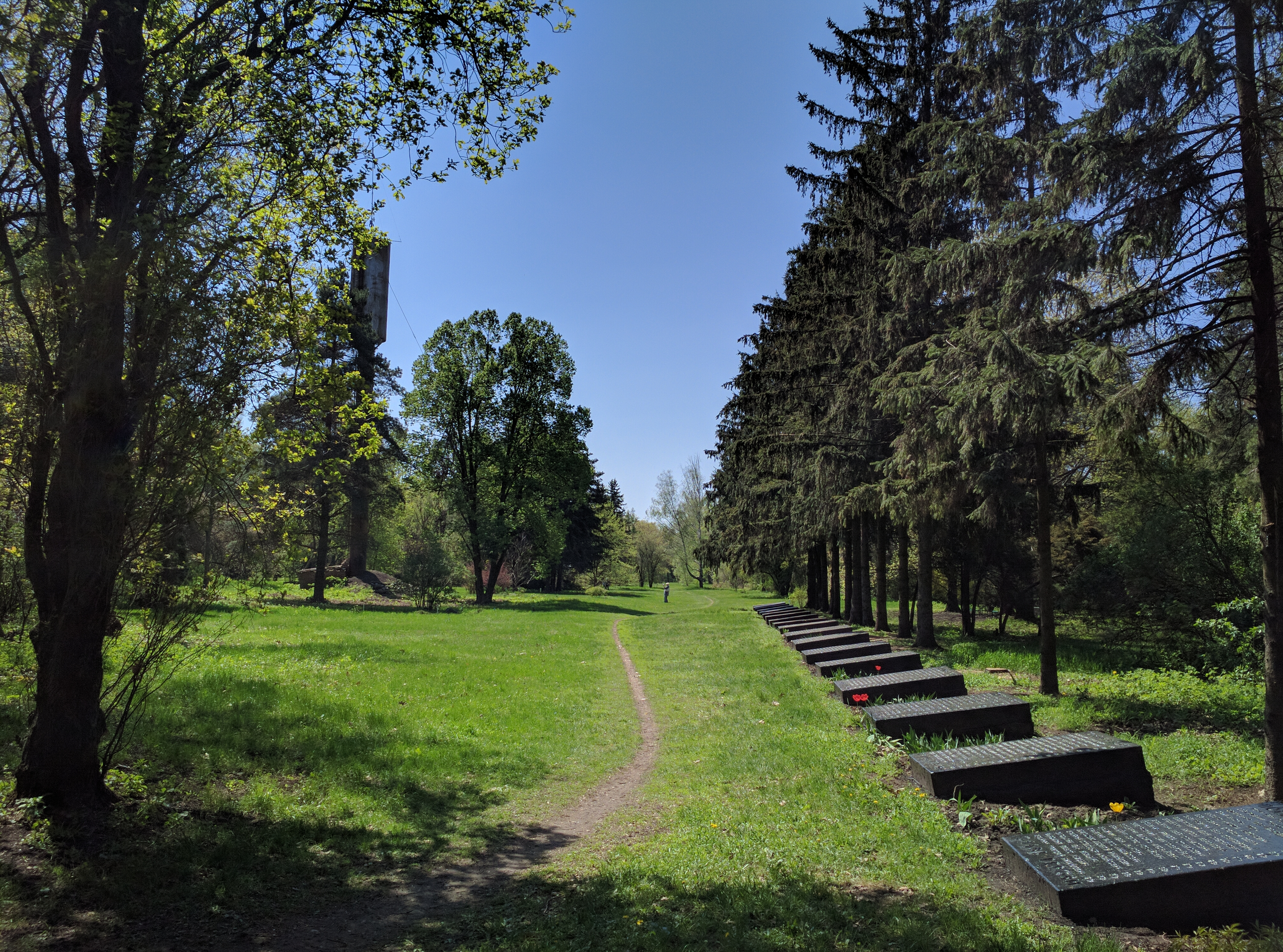
Алея пам'яті
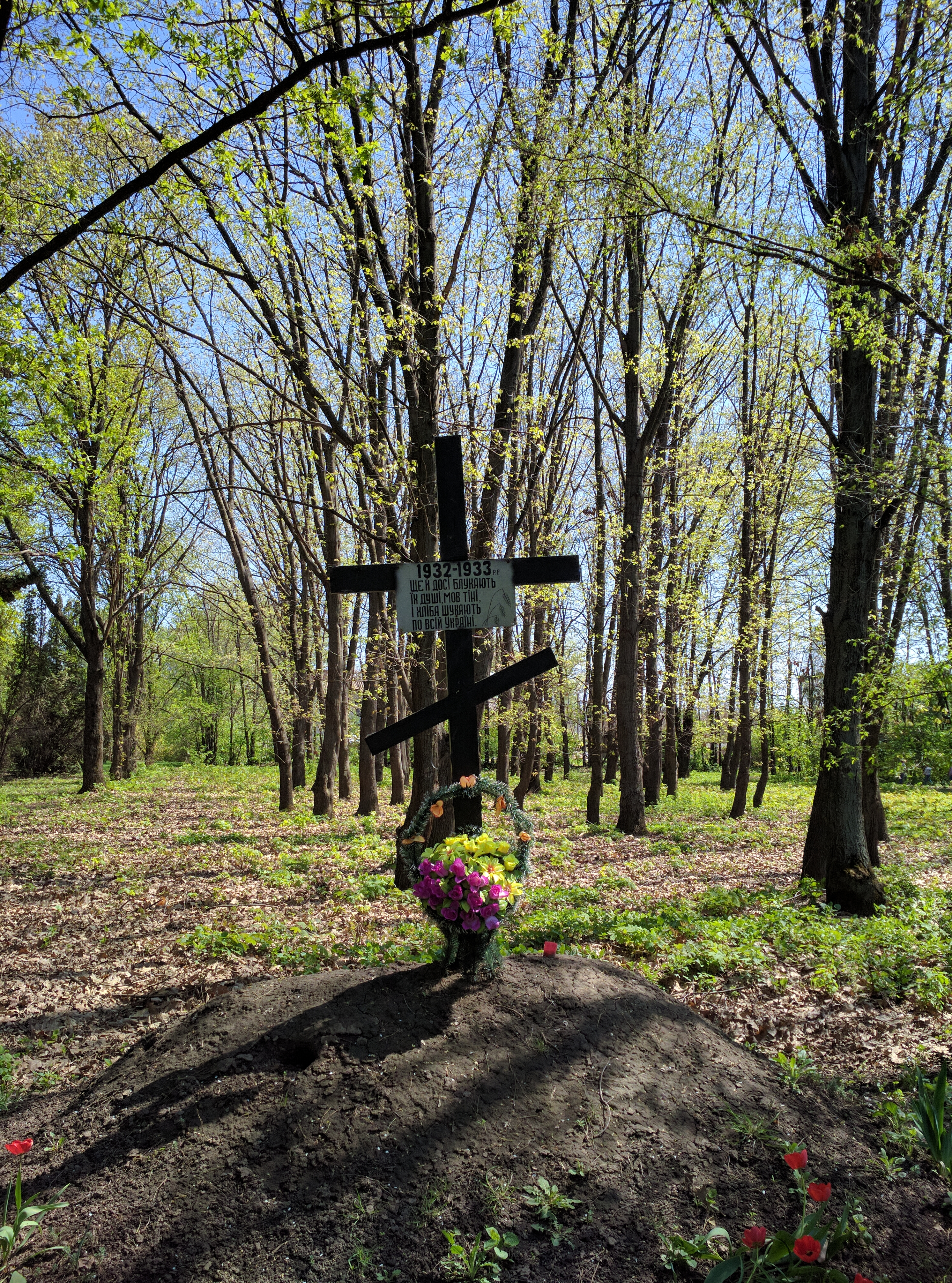
Хрест 1932-1933рр
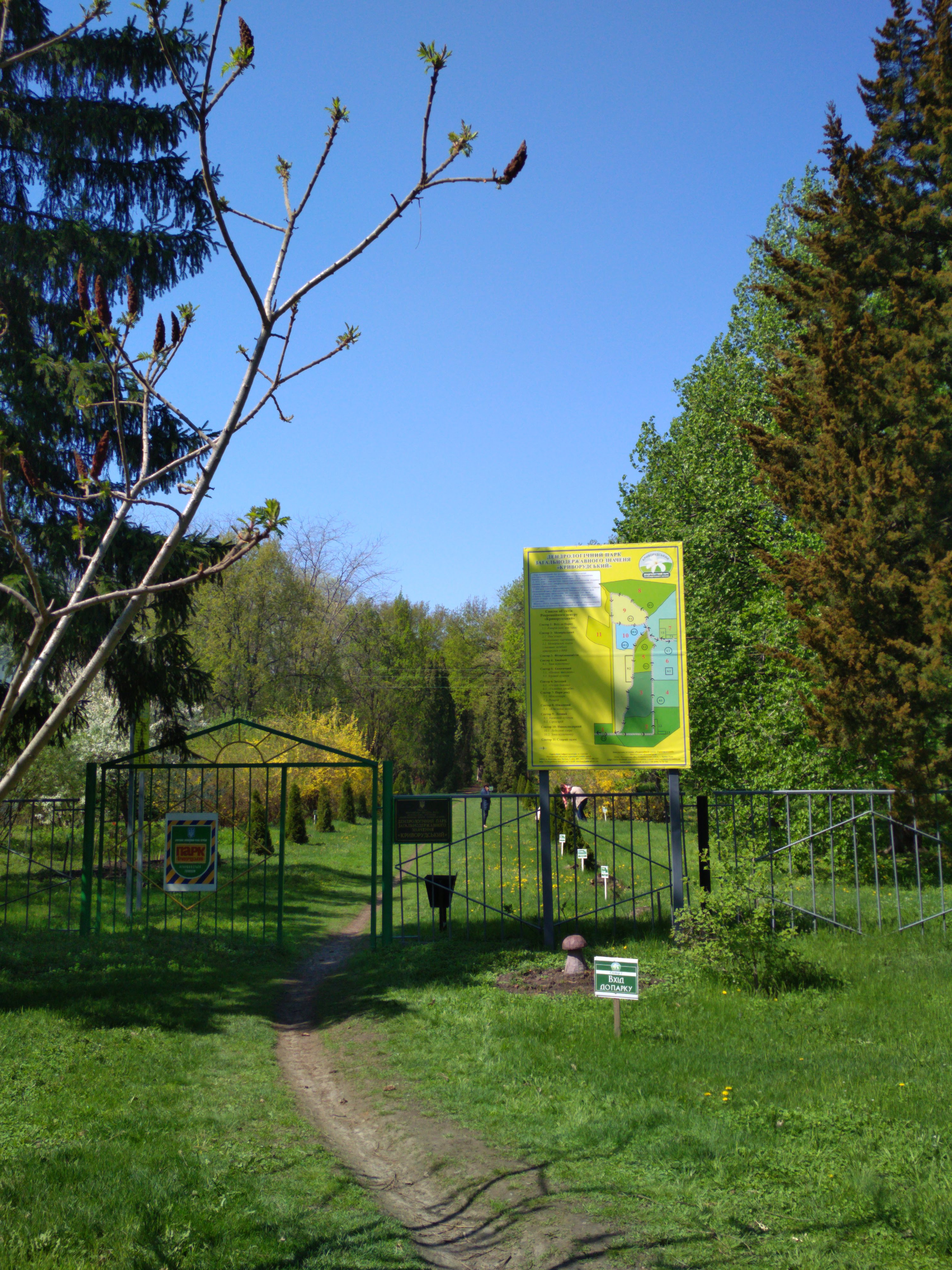
Вхід до дендропарку
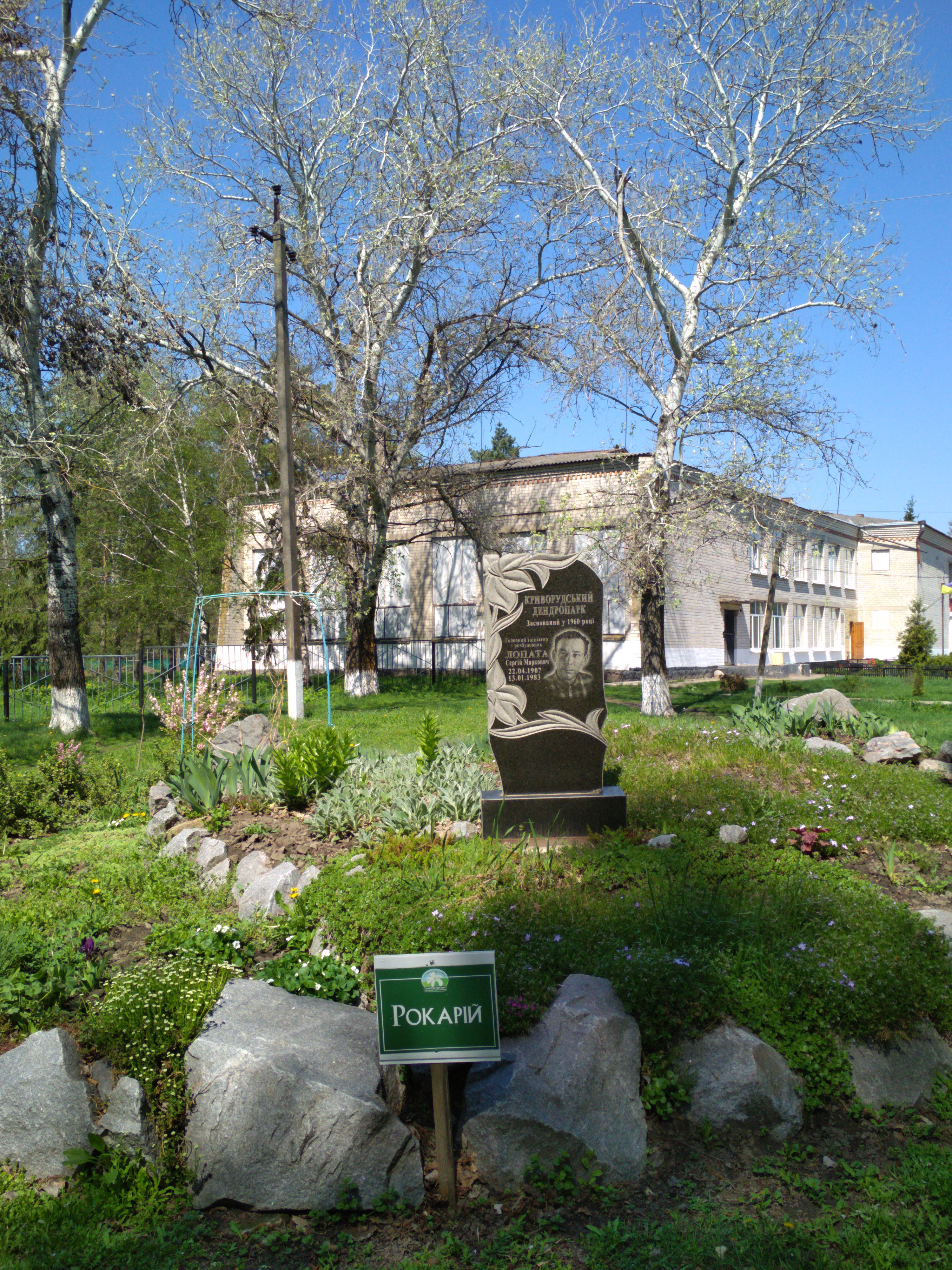
Монумент Лопаті С.М.
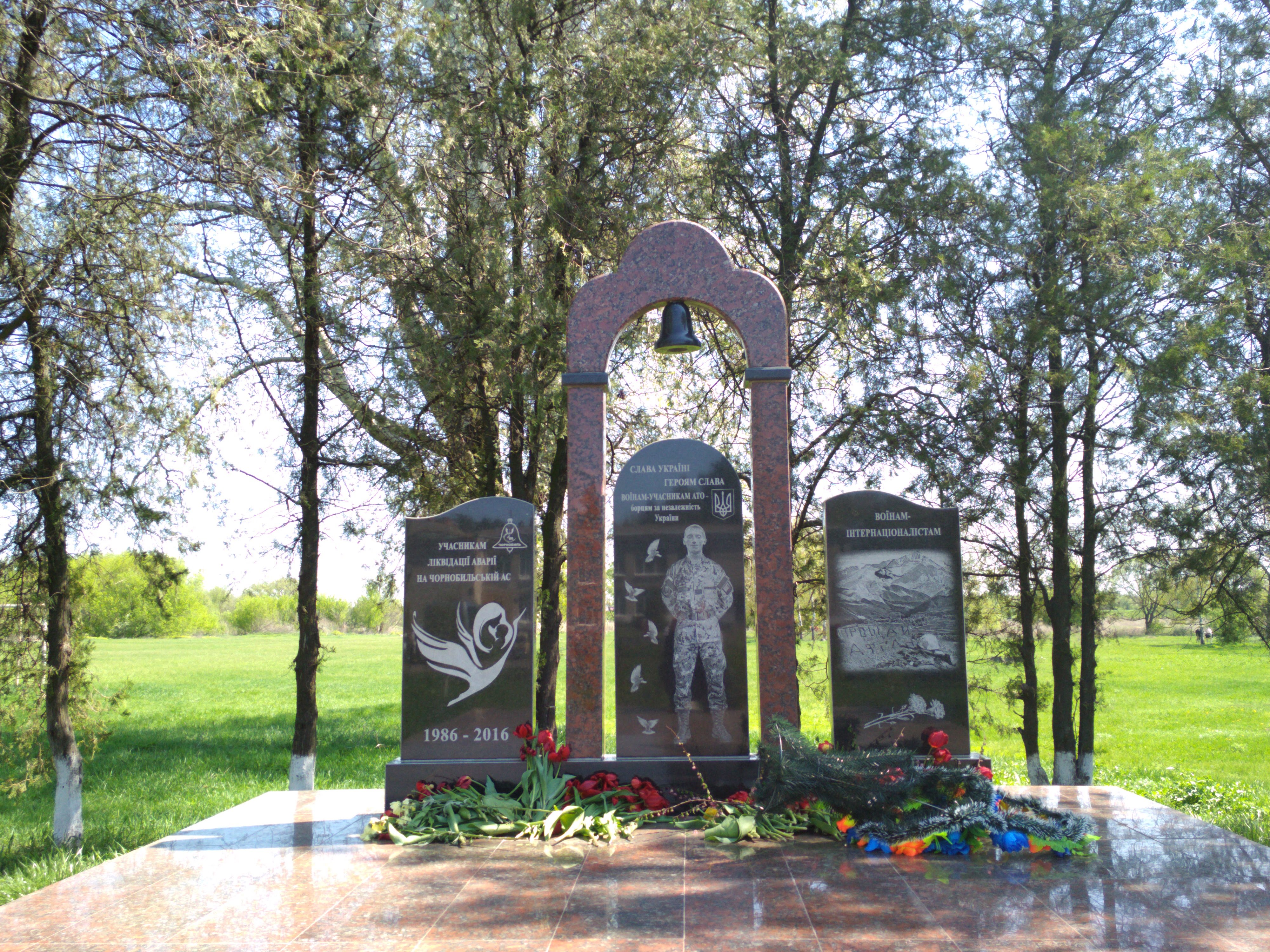
Монумент героям України
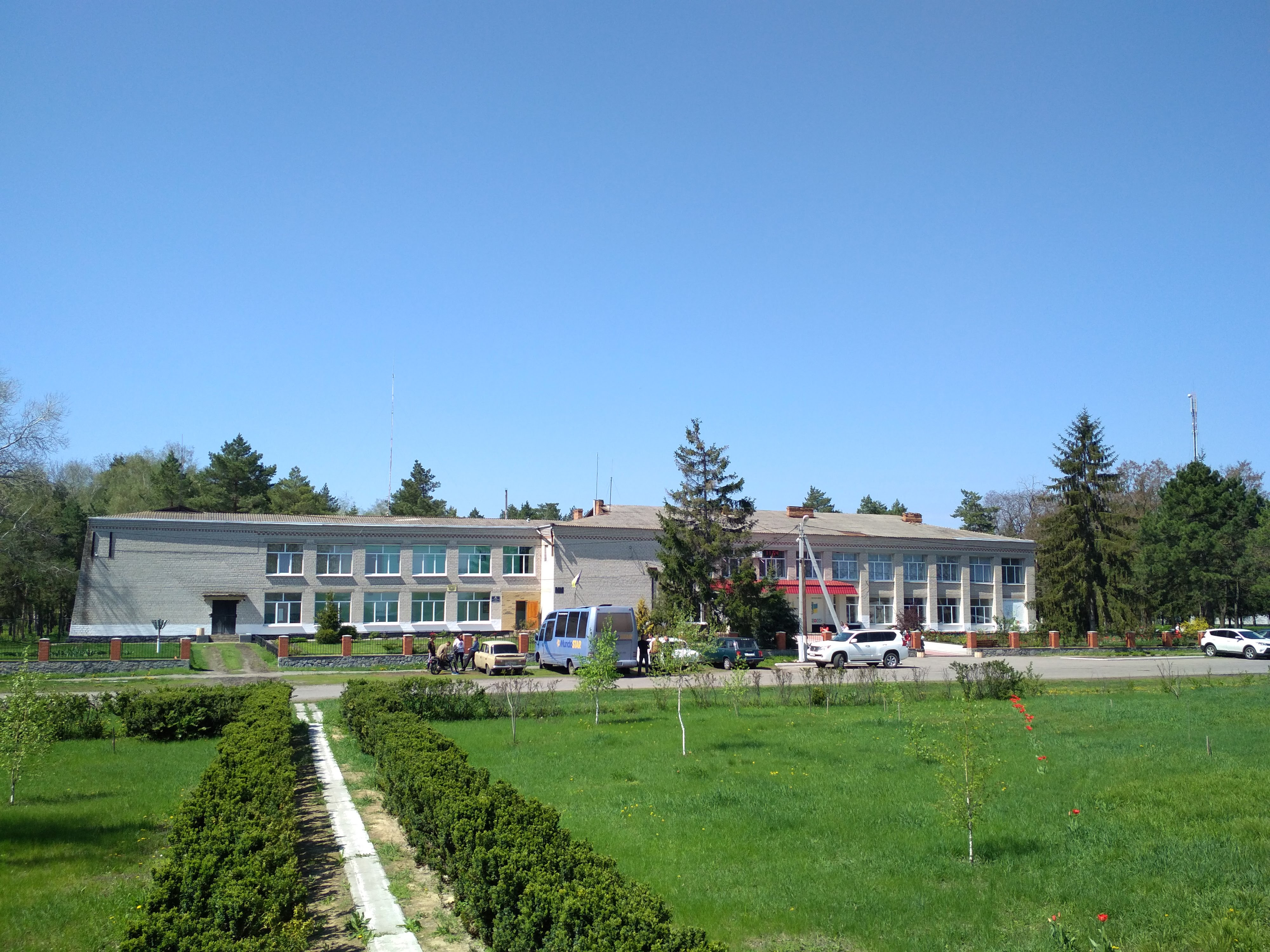
Сільський будинок культури